# Nicolas Jackson
Nicolas Jackson, född 20 juni 2001 i Banjul, Gambia, är en senegalesisk fotbollsspelare (anfallare) som spelar för Premier League-klubben Chelsea. Han spelar även för Senegals landslag. 

## Klubbkarriär
Den 30 juni 2023 värvades Jackson av Chelsea, där han skrev på ett åttaårskontrakt. Han debuterade i Premier League den 13 augusti 2023 i en 1–1-match mot Liverpool.